# Jeronimo Yanka
«Jeronimo Yanka» («Енка Джеронимо») — наиболее известная музыкальная композиция греческой рок-группы «The Forminx».

## История
The Forminx была одной из первых рок-групп Греции. До неё в музыкальном шоу-бизнесе страны преобладали оркестры, исполняющие классическую или фольклорную музыку. Однако на волне битломании у молодёжи Греции возникла потребность в собственных «Битлах». Именно такой и стала группа «Форминкс», которую возглавлял известный в дальнейшем композитор и аранжировщик Вангелис Папатанаси́у. Группа исполняла в основном ритмичные композиции в стиле ранних The Beatles или инструментальные номера в стиле The Shadows. Группа не была профессиональной и выступала в основном за умеренную плату в отелях или небольших залах.
В первой половине 1960-х В Европе большой популярностью пользовался финский танец енка. Особенно в версии финского композитора Рауно Лехтинена. Ритмичная мелодия была проста в исполнении. В это время музыкальные коллективы Греции хотя и записывали пластинки, но, как правило, распространялась эта продукция только на внутреннем рынке. Фирма Decca пошла на смелый эксперимент и выпустила «Енку Йеронима» в формате сингла не только в Греции (на стороне «B» была композиция «Dream In My Heart»), но и в Англии на стороне «B» (на стороне «A» была песня «Jenka Beat», написанная в том же ключе, но исполненная ближе по стилю и манере исполнения к классической енке). В 1965 году песня была издана в США. В это же время музыканты начинают активно выступать в крупных греческих городах и снимаются в роли самих себя в комедии «Ружьё Теодора». Следствием такой творческой активности стало то, что песня была продана тиражом около 100 тысяч экземпляров всего за неделю, за что получила статус «золота», благодаря чему и группа и песня попали на обложку американского журнала Billboard, а популярное издание Cash-Box включило композицию в список 16 лучших новых записей среди популярных греческих групп. После релиза и успеха Jeronimo Yanka гитарист Тимиос Петру вышел из группы, чтобы принять участие в деятельности другой важной для современной музыкальной культуры Греции рок-группе — The Stormies.
Композицию можно условно разделить на две части. В начале музыканты играют традиционную енку, однако во второй половине они начинают паясничать, визжать, издавать нечленораздельные звуки, дурачиться, а ближе к концу слышны звуки как будто кто-то что-то ломает или разбивает. Группа исполняла «Енку Йеронима» примерно в течение года, пока стиль под влиянием вокалиста Тассоса не стал меняться в сторону медленных баллад в духе Фрэнка Синатры, а в музыкальных номерах, где упор делался на клавишные и гитары «The Forminx» стала ближе к таким группам как The Yardbirds.

### Легенда о возникновении Jeronimo Yanka
Мало кому известно, кто такой Йеронимо, чей истерический крик слышен в конце песни (в реальности это был голос солиста группы Вангелиса). Существует легенда, которая хотя и документально не подтверждена, но тем не менее популярна среди поклонников Вангелиса. Вангелису приснился безумный сон, как будто он маленький мальчик. Он хотел иметь возможность соединить все жилые дома в Афинах скрытыми громкоговорителями и однажды ночью подняться с микрофоном повыше и закричать «Йеронимо!!!», чтобы увидеть, как тысячи людей попрыгают с балконов. Эта мечта никогда не осуществилась, но она прозвучала в финале главного хита Forminx, музыкальной композиции — Jeronimo Yanka.

### Jeronimo Yanka в наше время
Несмотря на то, что группа «The Forminx» более полувека не существует, а мода на енку также прошла, Jeronimo Yanka до сих пор пользуется большой популярностью. Из-за фольклорной основы и шуточного исполнения наиболее часто каверы, миксы и ремиксы на композицию исполняют музыканты фолк и панк направлений. Например, в исполнении The Charms, Locomondo или Orchistra Gerasimou Lavranou. Однако встречаются и исполнители других жанров, которые также сочиняют и исполняют свои версии этого произведения. Например, хард-роковые команды Labis Livieratos и греч. Χρήστος Δάντης. Оригинальная версия по сути не содержит текста, однако многие музыканты и исполнители добавляют тот или иной свой текст. Как, например, Gerasimos Lavranos. Так как мелодия композиции проста в усвоении, то её используют начинающие музыканты из музыкальных школ для освоения инструмента на первых этапах. Ещё одно применение музыки — разнообразные психологические тренинги и занятия по фитнесу, которые подразумевают групповые методики. С ростом популярности видеоблогерства музыка Jeronimo Yanka используется в качестве музыкального фона.

## История релиза
В формате синглов и EP композиция переиздавалась минимум 50 раз из которых можно выделить следующие
| Название (формат)                                      | Лэйбл          | # в каталоге | Страна         | Год  |
| Jeronimo Yanka (CD, Maxi, RE)                          | Music-Box      | 0507         | Греция         | 2007 |
| Jeronimo Yanka / Dream In My Heart (7", Single)        | Decca          | Y-7225       | Австралия      | 1965 |
| Jeronimo Yanka / Dream In My Heart (7", Single)        | Decca          | 45-PL 8049   | Греция         | 1965 |
| Jenka Beat / Geronimo Yanka (7", Single)               | Vocalion       | V.9235       | Великобритания | 1965 |
| Jeronimo Yanka / Dream In My Heart (7", Single, Promo) | London Records | 45-LON 9742V | США            | 1965 |
| Jeronimo Yanka / Dream In My Heart (7", Single, Promo) | London Records | 45-LON 9742  | США            | 1965 |
| Jeronimo Yanka / Dream In My Heart (7", Single, Mul)   | Decca          | 45-PL 8049   | Греция         | 1965 |
| Jeronimo Yanka / Dream In My Heart (7", Single, Promo) | Decca          | 45-PL 8049   | Греция         | 1964 |